# San Andrés del Rabanedo
San Andrés del Rabanedo es un municipio y lugar español de la provincia de León, en la comunidad autónoma de Castilla y León. Comprende las localidades de San Andrés del Rabanedo, Trobajo del Camino, Villabalter, Ferral del Bernesga y el Barrio de Pinilla, cuenta con una población de 29 884 habitantes (INE 2024).

## Geografía
El municipio de San Andrés del Rabanedo se encuentra geográficamente situado sobre el valle del Bernesga, en la comarca de Tierra de León, quedando sus entidades de población como aureola de residencia y pulmón de expansión de la capital leonesa.
Las localidades limítrofes con San Andrés del Rabanedo son:
| Noroeste: Rioseco de Tapia                  | Norte: Sariegos y Cuadros         | Noreste: León |
| Oeste: Rioseco de Tapia y Cimanes del Tejar |                                   | Este: León    |
| Suroeste Valverde de la Virgen              | Sur: Valverde de la Virgen y León | Sureste: León |

### Orografía
La amplitud de todo el territorio de su término municipal ocupa 6500 hectáreas, distribuidas en tres grandes sectores: la vega, el páramo y el monte, que en gran proporción (2200 hectáreas) es ocupado por la Base Militar Conde de Gazola con su campo de maniobras.
El sector de vega inundable se sitúa en la cota de 840 metros de altitud, con suelos cuaternarios de gravas y arenas cuarcíticas recubiertas por limos, donde se ubican los barrios de Pinilla, Paraíso-Cantinas y La Sal.
En una segunda terraza paralela al Bernesga, hasta el escarpe de los páramos, se asientan los pueblos de Villabalter, Trobajo del Camino y San Andrés del Rabanedo, que van jerarquizando las aguas torrenteras de los arroyos Gamones, Gorgollón, Carbosillo y Santiago.
A una mayor al altitud hasta llegar a los 1100 metros, los lomazos y costerones, las vaguadas la deforestación sube por los páramos hasta el monte de robledal, pinares y carrascos de encinares, en terrenos miocénicos de canto rodado y arcilla.
Los primeros páramos meridionales del municipio son de suaves pendientes amesetadas de suelos terciarios, de buen drenaje, utilizados para cultivo cerealista.
Las cotas de altitud en las que se sitúan los lugares de población son de 837 metros en Trobajo del Camino, 854 metros en San Andrés del Rabanedo, 850 en Villabalter, 915 metros para Ferral del Bernesga, 930 metros en el barrio de Santa Colomba y 975 metros el suelo edificado de la Base Militar Conde de Gazola.
La altitud mínima se encuentra en el barrio de la Sal, a 825 metros y la máxima a 1100 metros en el paraje de La Matona, al noroeste del término municipal.
Las condiciones climáticas han dado una media de temperatura entre los 3 °C de mínima y los 19 °C de máxima. Las precipitaciones de lluvia anual ascienden a 600 litros por metro cuadrado.

### Vegetación
La vegetación arbórea de las zonas más altas con bajas temperaturas presenta el roble melojo, las encinas y en la zona de páramos, debido a la deforestación para cultivos y talas sin reposición no aparecen manchas arbóreas, dominando el tomillo, la jara, la urz, el brezo, escobas o retamas, piorno y espino.
En las vegas, con niveles freáticos de suficiente agua, se aglutinan los bosques ribereños de chopos, alisos, sauces, olmos (localmente conocidos como negrillos) y fresnos.

## Historia

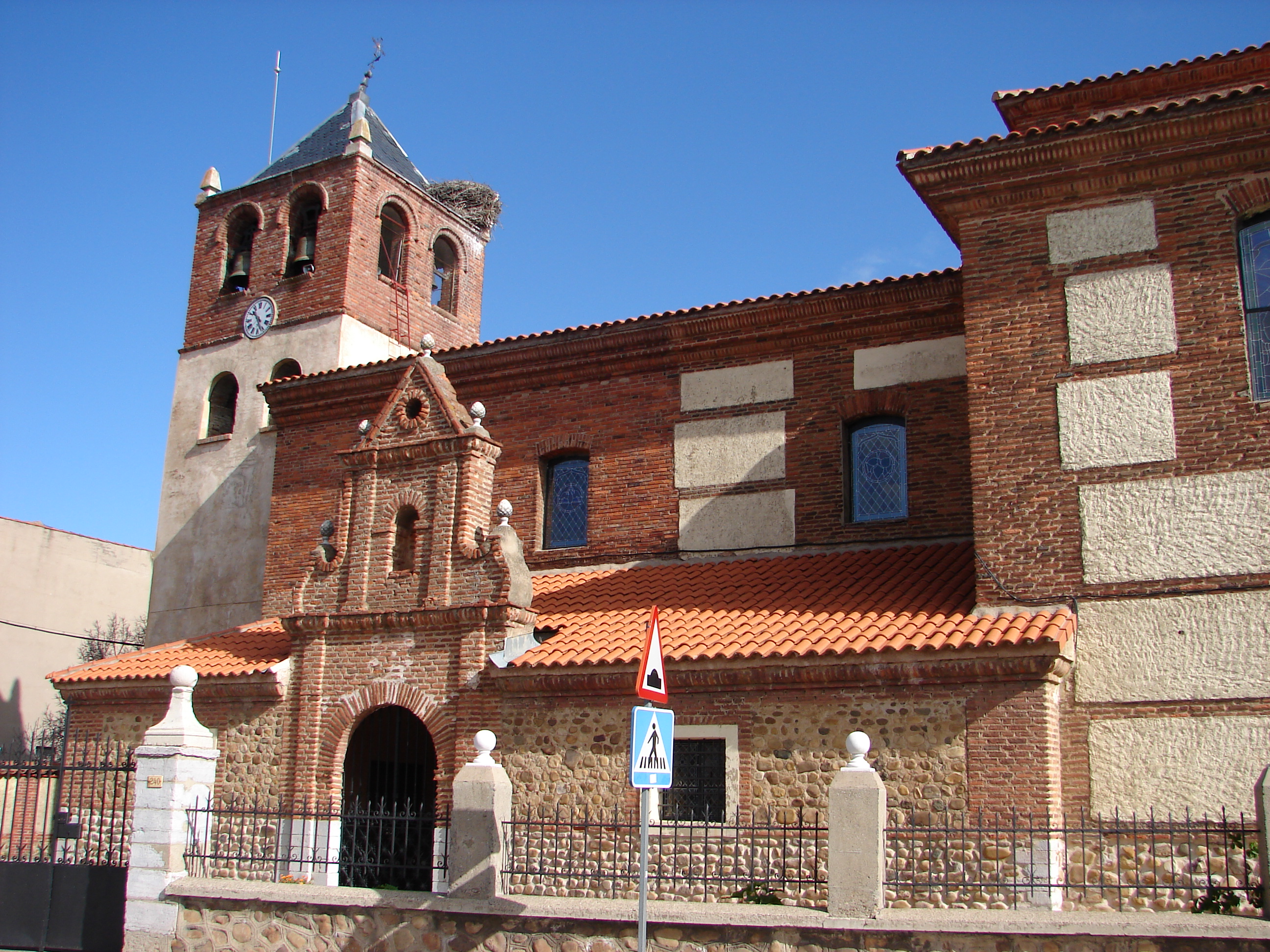
Parroquia de San Andrés

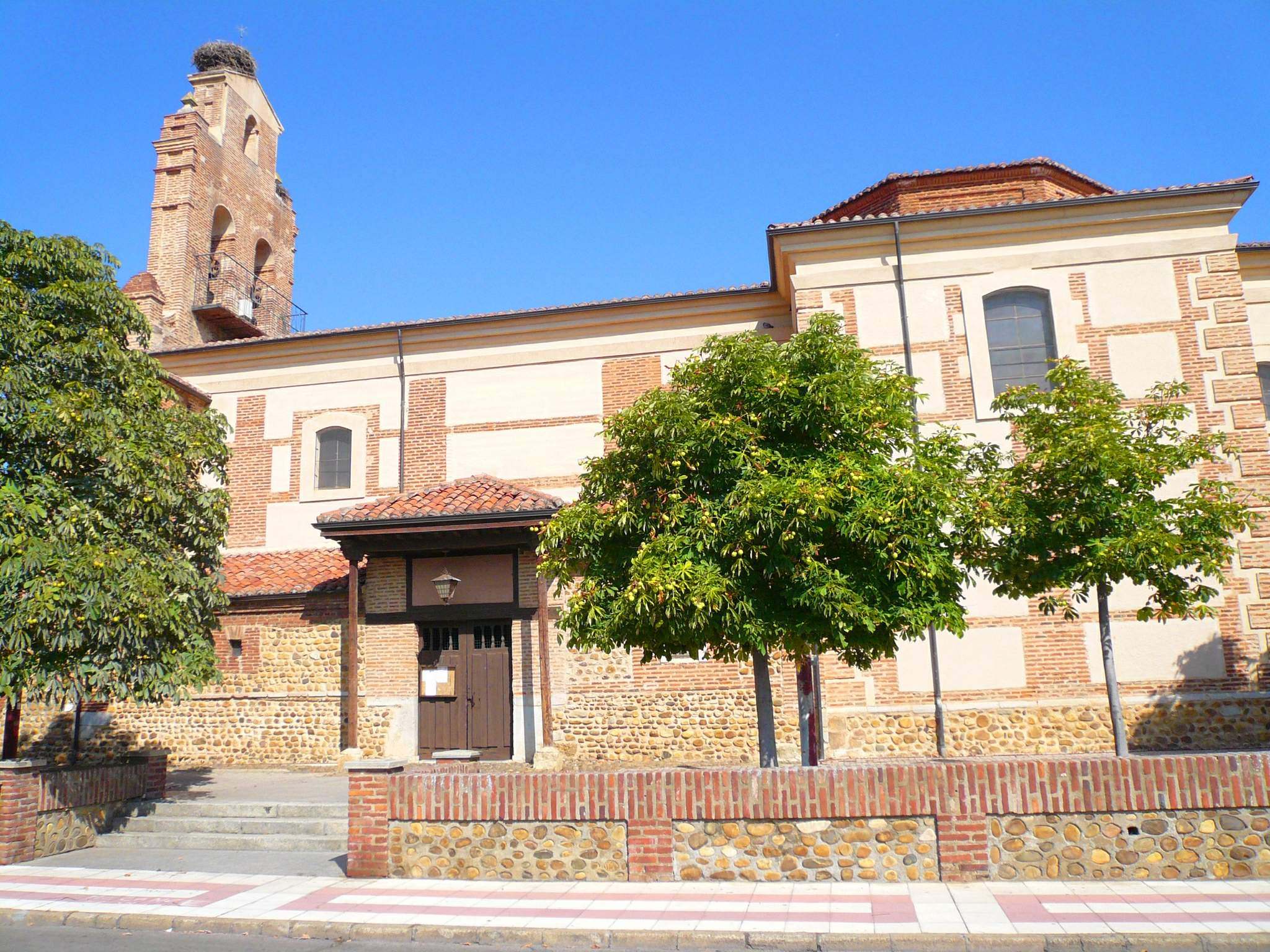
Iglesia parroquial de San Juan Bautista, en Trobajo del Camino

El origen de uno de sus pueblos, Trobajo del Camino, se recoge en documentos medievales en los que aparece este pueblo con los nombres de Trebalio, Trepalio, Troballo y finalmente Trobajo. La explicación al origen de tal nombre lo da Justiniano Rodríguez en su estudio La judería de la ciudad de León. Según él a finales del siglo X aparece un terrateniente judío llamado Jacob Trepalio y una villa Trebalio a la que da nombre. De este modo el topónimo Trobajo deriva del nombre de un judío medieval que aquí residió en esa época.
El municipio de San Andrés del Rabanedo es un ejemplo vivo de cohesión entre sus concejos. Se constituyeron en Hermandad del Bernesga de Yuso en 1525, se defendieron en 1558 contra el impuesto que les quería gravar León; en 1563 volvieron a unirse para defender a uno de sus pueblos, Ferral, contra el señorío comprado con amaños por Bartholome Hordás y, aunque perdieron, volvieron a suplicar justicia en contra del abuso, bien es verdad que infructuosamente.
También es cierto que todo el pueblo nació y creció junto a uno de sus numerosos manantiales el situado en la actual plaza de los caserones, manantial ya elegido por los romanos para en dirección a la ciudad quedando este en la parte trasera junto al huerto de una gran villa romana. Los restos se han podido ver en las pocas obras nuevas realizadas en las calles: La cuesta, La iglesia.
Siendo esta posición la más estratégica en su ubicación pues quedaba por encima del pantano con buen control de su extensión por un lado mientras que por el otro se situaba en el centro de las tierras más fértiles con un buen suministro de agua potable.
Descripción de San Andrés del Rabanedo que hace el cura párroco Juan Antonio Posse, cuando tomó posesión de su curato el 6 de marzo de 1807:

... La situación del lugar es una de las más vistosas y amenas del obispado: al Poniente, media legua de León, sobre una riba, mirando a la ciudad. El terreno es bastante feraz, y en centro del pueblo tiene tres huertas de frutas exquisitas, negrillos y chopos en abundancia dentro y fuera del lugar. Da todo género de granos, lino, hortalizas y tiene buenos pastos. Colocado en un alto que forman las ribas del Bernesga, que corre de Noroeste a Sudoeste, y el riachuelo que baja de la villa de Ferral, el que, si se quiere, entre en todas la casas; es un lugar muy frondoso y alegre en el verano y, por lo mismo, frecuentado por los señores de la ciudad. Los moradores visten a lo paramés; las mujeres gastan rodaos, delantales con cerros, monteros, dengues, collaradas, y en usos, casas, vestidos y lenguaje, no se parecen casi nada a los de León ni a los de los otros países que están al Oriente del río Bernesga.

Perteneció a la antigua Hermandad de Bernesga de Abajo.

## Demografía

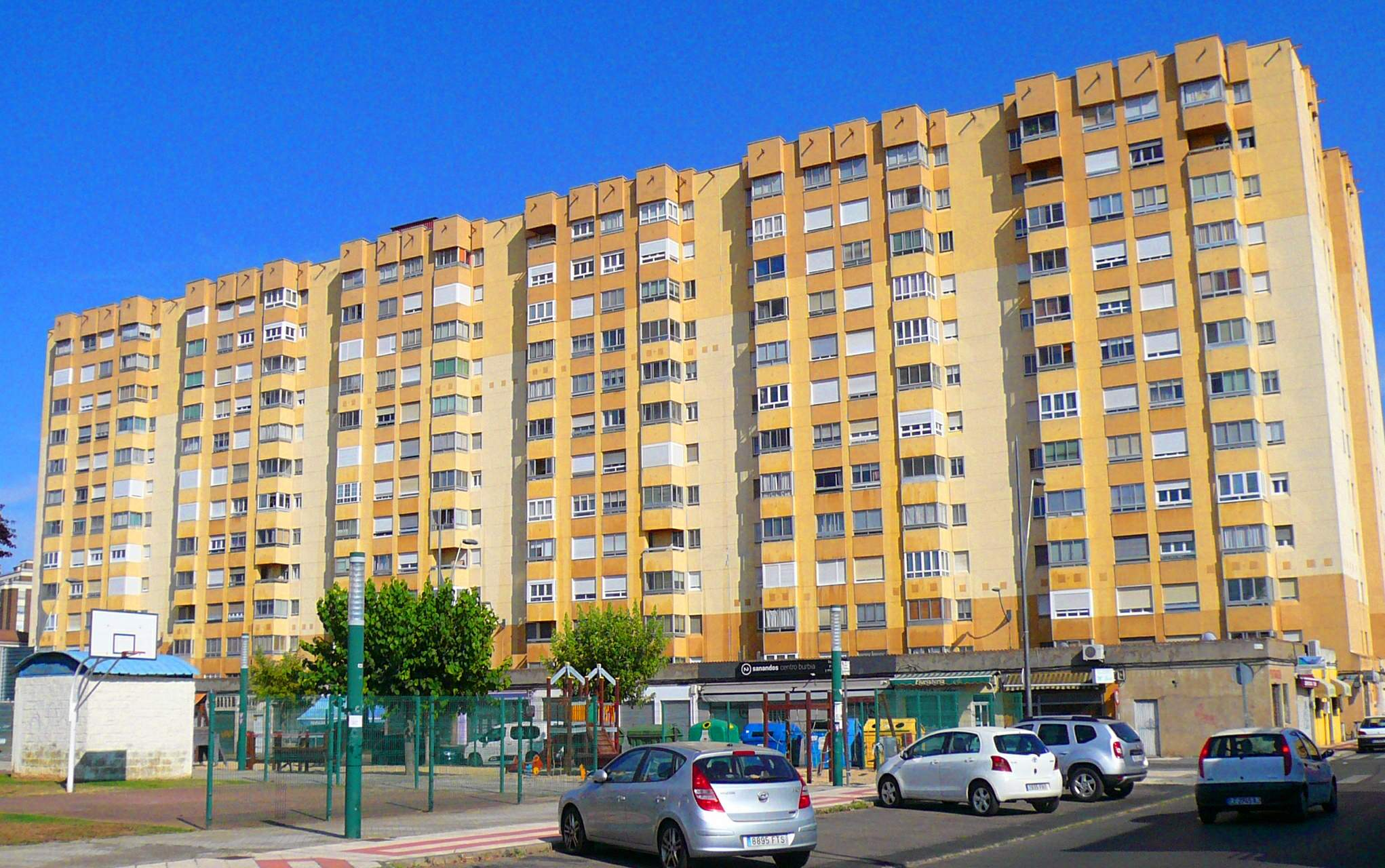
Bloques de viviendas conocidos como La Casona, en el barrio de Pinilla

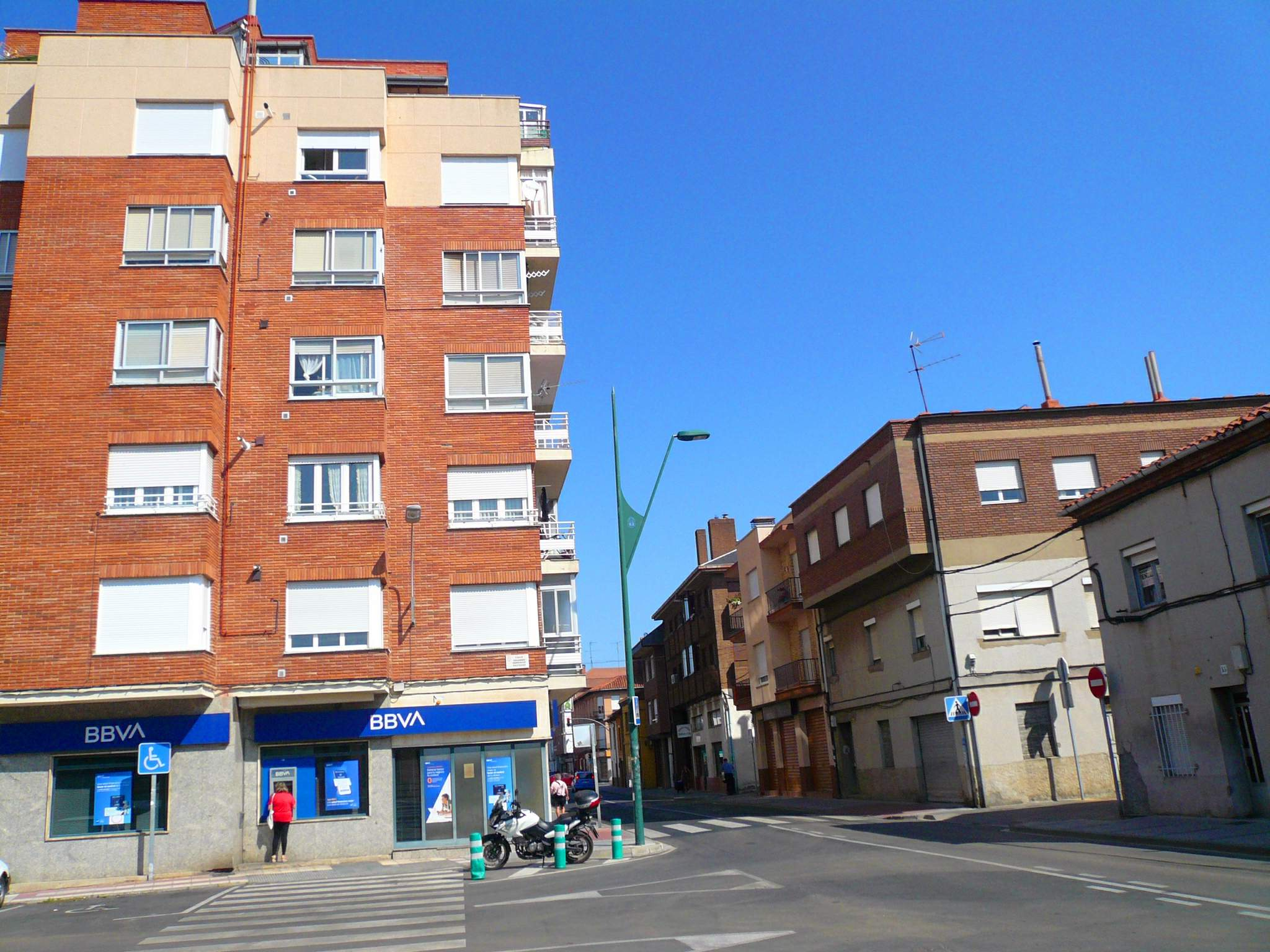
Trobajo del Camino

San Andrés del Rabanedo cuenta con una población de 29 884 habitantes (INE 2024). El municipio de San Andrés experimentó un crecimiento vertiginoso en las últimas décadas pasando de los 15 881 que tenía en 1986 hasta los 31 745 censados en 2015. En los últimos años, debido entre otros factores a la sangría demográfica presente en la comunidad, la población se ha ido reduciendo ligeramente, hasta llegar a los 30 820 habitantes de 2018.
| Gráfica de evolución demográfica de San Andrés del Rabanedo entre 1842 y 2021 |
| |
| Población de derecho según los censos de población del INE Población de hecho según los censos de población del INE En 1857 disminuye el término del municipio porque independiza a Sariegos |

### Núcleos de población

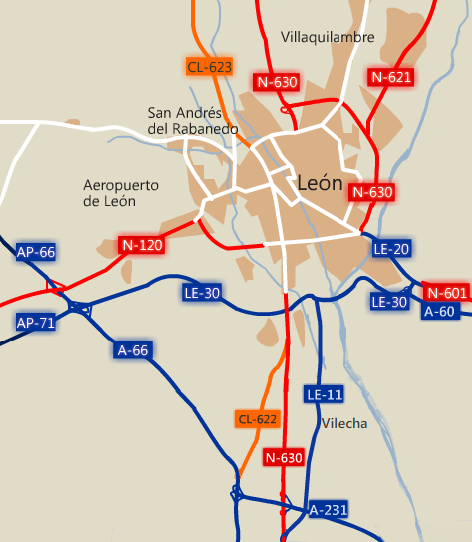
Mapa de carreteras de la ciudad de León mediante la cual San Andrés del Rabanedo está conectado a la alta capacidad vial

- La villa de San Andrés del Rabanedo va perdiendo lentamente su carácter rural en pro de villa urbana, con edificaciones de comunidades de propietarios, otras de tendencia unifamiliar, unas de residencia permanente y varias de residencia de temporada y asueto de fines de semana.[8] La villa tiene aproximadamente 4179 habitantes.
- El barrio de Pinilla, que administrativamente pertenece también en parte a León, ha ido desarrollándose en diversas fases, con paso de viviendas unifamiliares a colectivas, bien en forma aislada o lineal. Hay un bloque de viviendas de gran corpulencia que altera la fisonomía regular con gran impacto, conocido como La Casona. Pinilla tiene una población aproximada de 2856 habitantes en el término municipal de San Andrés.
- Trobajo del Camino ha cambiado su antigua fisonomía eminentemente agrícola y ganadera a favor de ser zona comercial, industrial y de servicios y como dormitorio obrero de la capital. En su polígono industrial se han asentado instalaciones del grupo Telefónica como el Centro de Gestión de Movistar TV en España y un centro de atención telefónica de Atento. Tiene urbanizaciones residenciales, como La Atalaya, complejos de chalets adosados, bloques de viviendas colectivas de gran arte y belleza. La zona entre Trobajo y San Andrés se ha cubierto ya de viviendas y de construcciones industriales. En la carretera a Astorga y circunvalación se asientan numerosas industrias y buenas expectativas de construcción. Trobajo del Camino, incluyendo los barrios de la Sal y Paraíso-Cantinas, tiene 21 323 habitantes.
- El barrio de la Sal está enmarcado entre ferrocarriles. El terreno de este barrio es muy extenso y con muchas posibilidades urbanizadoras. Existen muchas urbanizaciones, de poca altura, extensa en superficie, viviendas adosadas y grandes espacios.
- El barrio de Paraíso-Cantinas se ha extendido con carácter eminentemente residencial y comercial, aunque aún conserva vestigios de zona industrial. La vía de ferrocarril atraviesa el barrio aunque está previsto que se soterre a su paso por el barrio. Aquí también es donde se encuentran los edificios más altos de San Andrés como el edificio Faro o el de la calle Gran Capitán.
- Villabalter mezcla la vivienda de tradición familiar agrícola con las casas plurifamiliares modernas y su panorámica denota una armonía de nuevo asentamiento de viviendas. Abundan también las viviendas unifamiliares de reciente construcción. Villabalter tiene una población aproximada de 1588 habitantes.
- Ferral del Bernesga mantiene su tendencia de núcleo agrícola y ganadero aunque comienza a sentir el proceso urbanizador de vivienda unifamiliar aislada y adosada. El Ferral tiene 589 habitantes.
- El barrio de Santa Colomba, que fue un despoblado medieval, brotó hace años a la sombra de la base militar Conde de Gazola, sin tipo de urbanización, con una construcción periférica que buscó la subsistencia por el influjo de las horas de asueto de la población militar. En la actualidad está despoblado.

## Economía

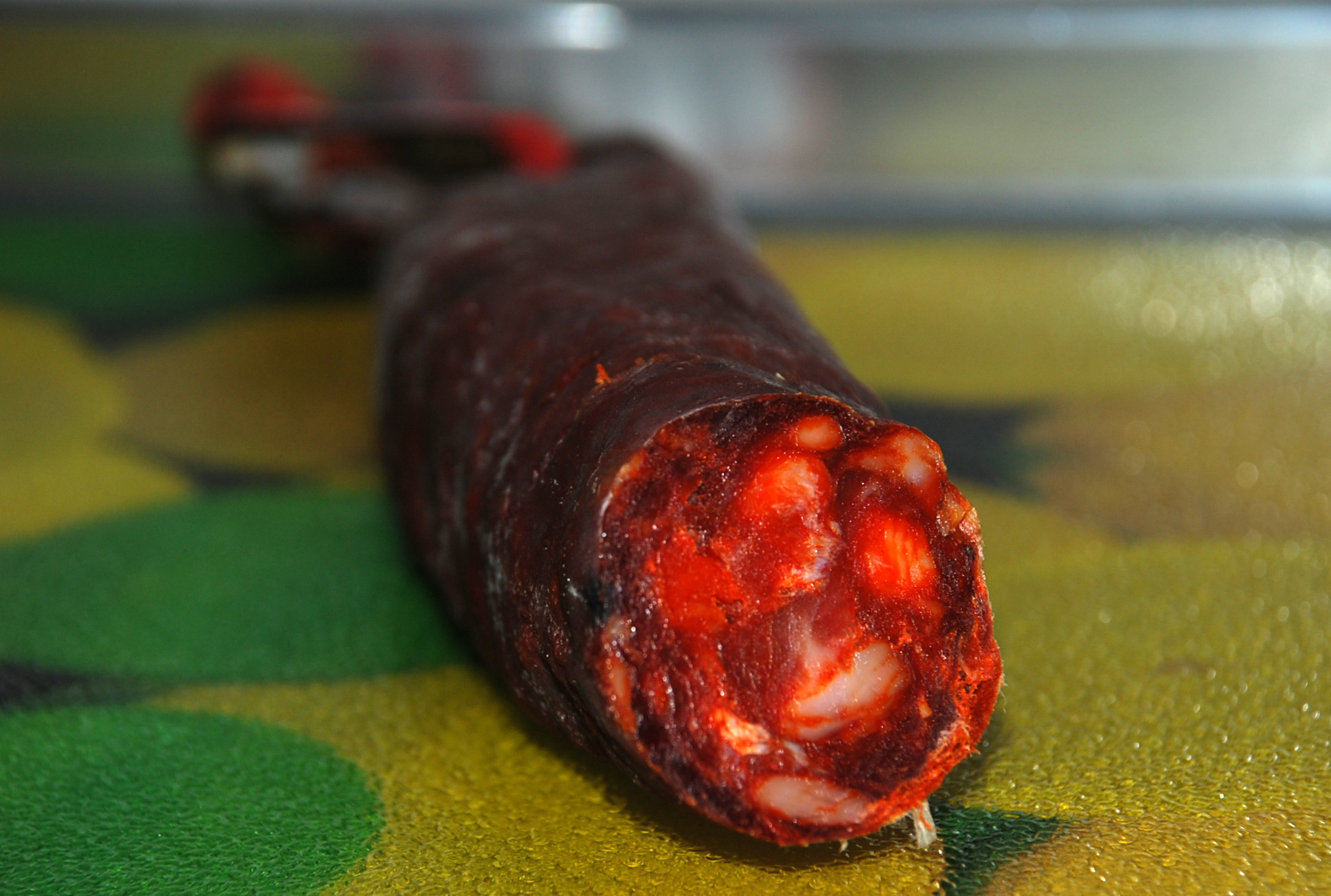
Chorizo picante elaborado en San Andrés del Rabanedo

El cuidado agrícola y los riegos de la presa del Infantado, también llamada del Bernesga, dieron origen a las labores cerealistas y la pradería, hortalizas comerciales y de autoconsumo, aunque esto es actualmente una mínima parte de la economía de la ciudad, ya que la mayor parte se concentra en la industria situada en el polígono de Trobajo, en el comercio y en la construcción de viviendas plurifamiliares, y urbanizaciones de chalets.

## Comunicaciones
Carreteras
San Andrés del Rabanedo forma parte del consorcio de transportes urbanos de León y su alfoz, que son fácilmente distinguibles por su color azul. Se encuentra conectada a la red de alta capacidad mediante la red de autovías urbanas e interurbanas de la ciudad de León.
Ferrocarril
San Andrés se encuentra junto a León, centro de primer orden en el transporte ferroviario, con vías que en su mayor parte son una herencia del pasado minero de la provincia, así la ciudad cuenta con dos estaciones de ferrocarril, la estación de León, gestionada por Adif y ubicada en el barrio del Crucero, que mantiene líneas con Vigo, La Coruña, Madrid, Gijón, Barcelona, Alicante y la estación de Matallana, ubicada en el centro de la ciudad (Avenida Padre Isla), también gestionada por Adif y punto de partida del famoso Transcantábrico y de regionales a Bilbao.
Transporte aéreo
El Aeropuerto de León, que entró en servicio en 1999, está situado en los términos municipales de Valverde de la Virgen y San Andrés del Rabanedo.

## Administración y política
| Partido político                                      | 2023                     | 2023                     | 2023                     | 2019  | 2019  | 2019       | 2015  | 2015  | 2015       | 2011  | 2011  | 2011       | 2007  | 2007  | 2007       |
| Partido político                                      | %                        | Votos                    | Concejales               | %     | Votos | Concejales | %     | Votos | Concejales | %     | Votos | Concejales | %     | Votos | Concejales |
| Unión del Pueblo Leonés (UPL)                         | 25,61                    | 3418                     | 6                        | 10,75 | 1573  | 2          | 8,57  | 1273  | 2          | 10,04 | 1483  | 2          | 16,44 | 2425  | 4          |
| Partido Socialista Obrero Español (PSOE)              | 21,14                    | 2822                     | 5                        | 35,10 | 5135  | 8          | 26,25 | 3901  | 6          | 29,96 | 4423  | 8          | 52,44 | 7737  | 12         |
| Partido Popular (PP)                                  | 25,28                    | 3374                     | 5                        | 20,64 | 3019  | 5          | 23,48 | 3489  | 5          | 30,51 | 4504  | 8          | 20,31 | 2996  | 4          |
| Vox                                                   | 12,79                    | 1708                     | 3                        | 6,48  | 948   | 1          | 1,21  | 180   | 0          | –     | –     | –          | –     | –     | –          |
| Izquierda Unida (IU)                                  | 6,41                     | 856                      | 1                        | 6,42  | 939   | 1          | 16,88 | 2508  | 4          | 5,95  | 878   | 1          | 3,06  | 452   | 0          |
| Ciudadanos (CS)                                       | 5,27                     | 704                      | 1                        | 12,30 | 1799  | 3          | 12,52 | 1861  | 3          | –     | –     | –          | –     | –     | –          |
| Podemos                                               | Con Izquierda Unida (IU) | Con Izquierda Unida (IU) | Con Izquierda Unida (IU) | 5,53  | 810   | 1          | –     | –     | –          | –     | –     | –          | –     | –     | –          |
| Partido Autonomista Leonés-Unidad Leonesista (PAL-UL) | –                        | –                        | –                        | –     | –     | –          | 6,88  | 1023  | 1          | 6,48  | 957   | 1          | 5,01  | 739   | 1          |
| Independientes por San Andrés (IxSA)                  | –                        | –                        | –                        | –     | –     | –          | –     | –     | –          | 7,13  | 1053  | 1          | –     | –     | –          |

El gobierno del municipio de San Andrés del Rabanedo está en manos de Unión del Pueblo Leonés (UPL), bajo el mando de la alcaldesa leonesista Ana María Fernández Caurel.

## Cultura

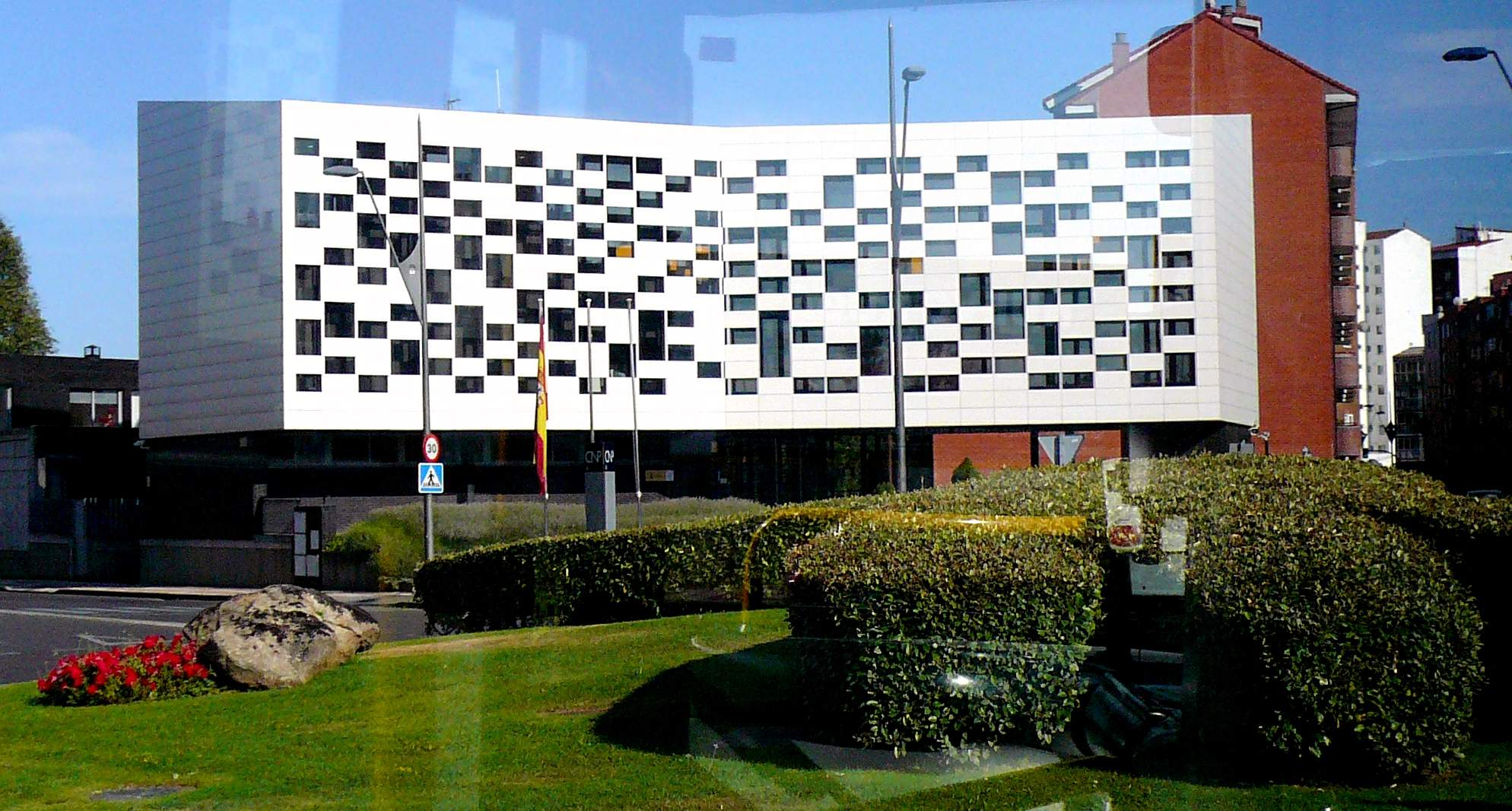
Comisaría de Policía en Trobajo del Camino

### Deporte

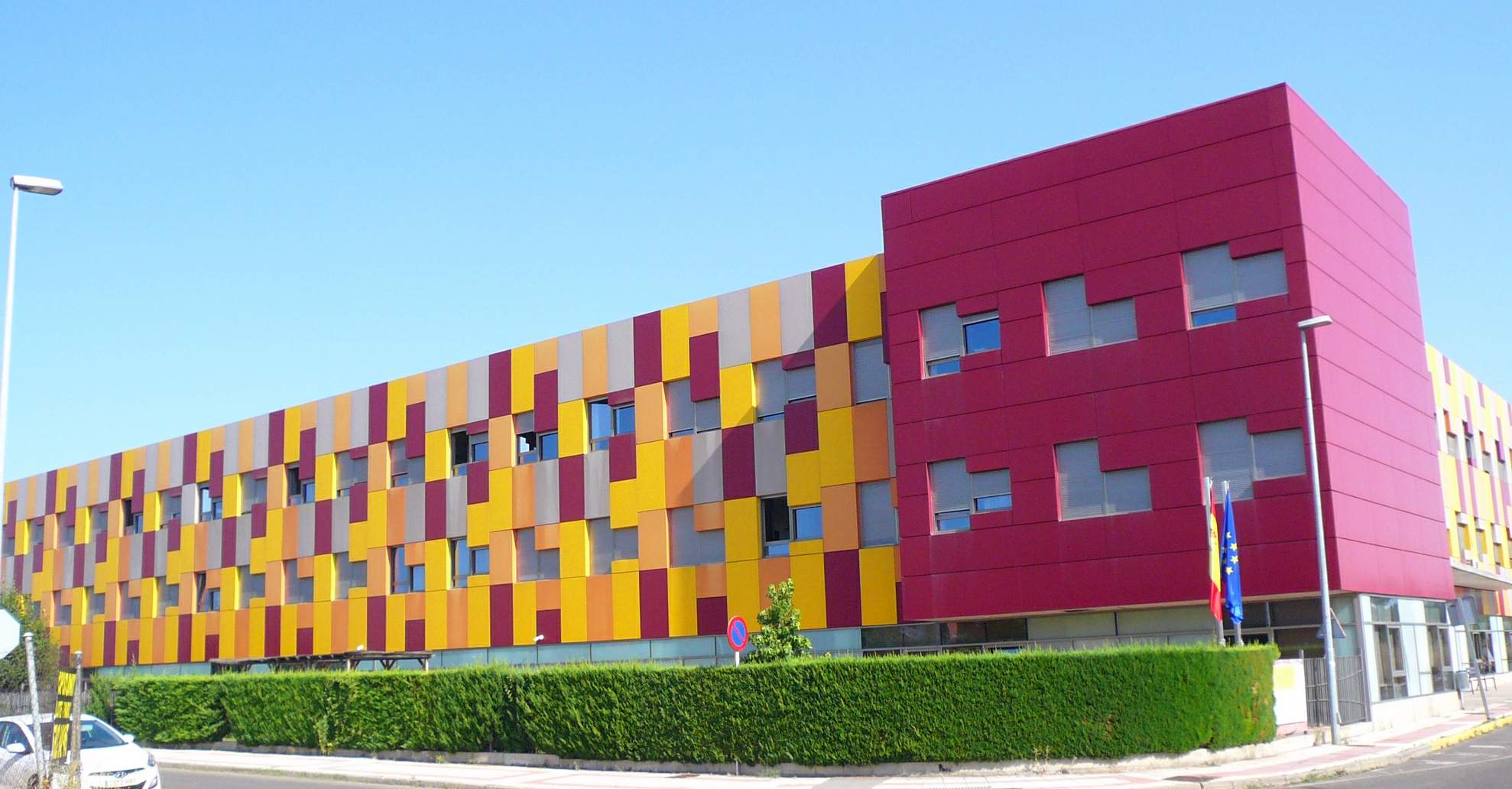
El moderno Centro de Referencia Estatal (CRE) para la Atención a Personas con Grave Discapacidad y para la Promoción de la Autonomía Personal y Atención a la Dependencia, inaugurado en 2008

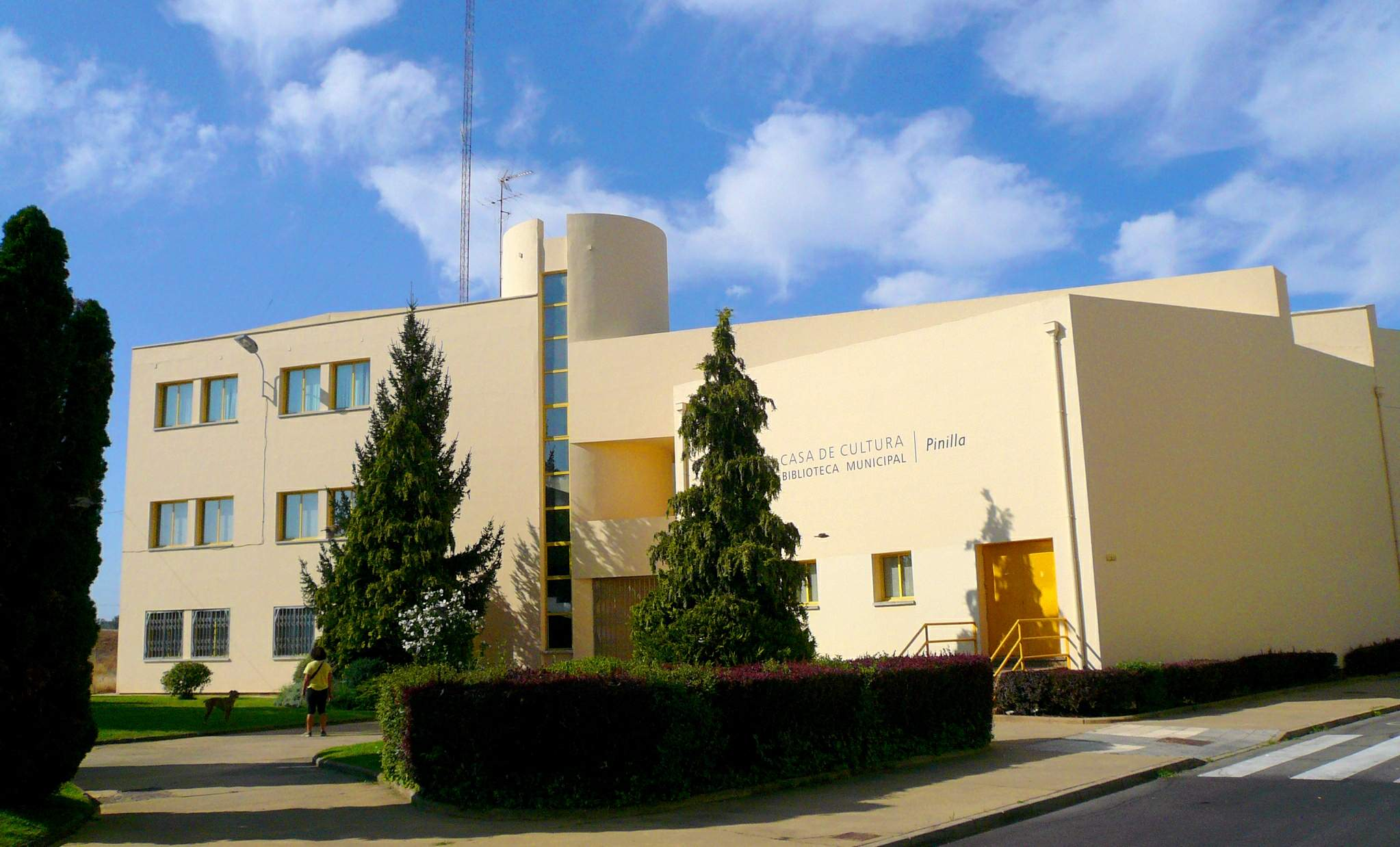
Casa de Cultura de Pinilla

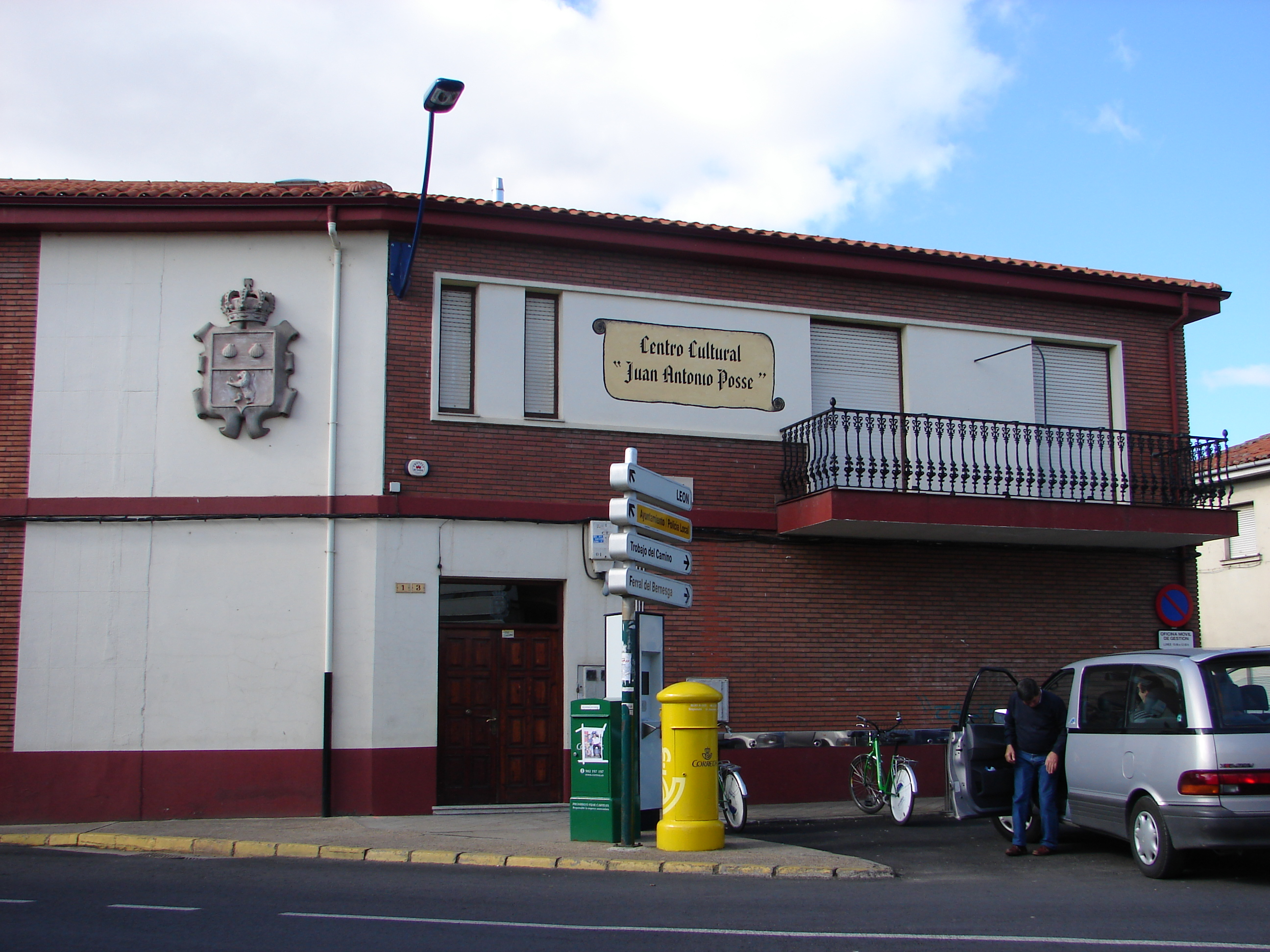
Centro Cultural Juan Antonio Posse, antigua sede del Ayuntamiento

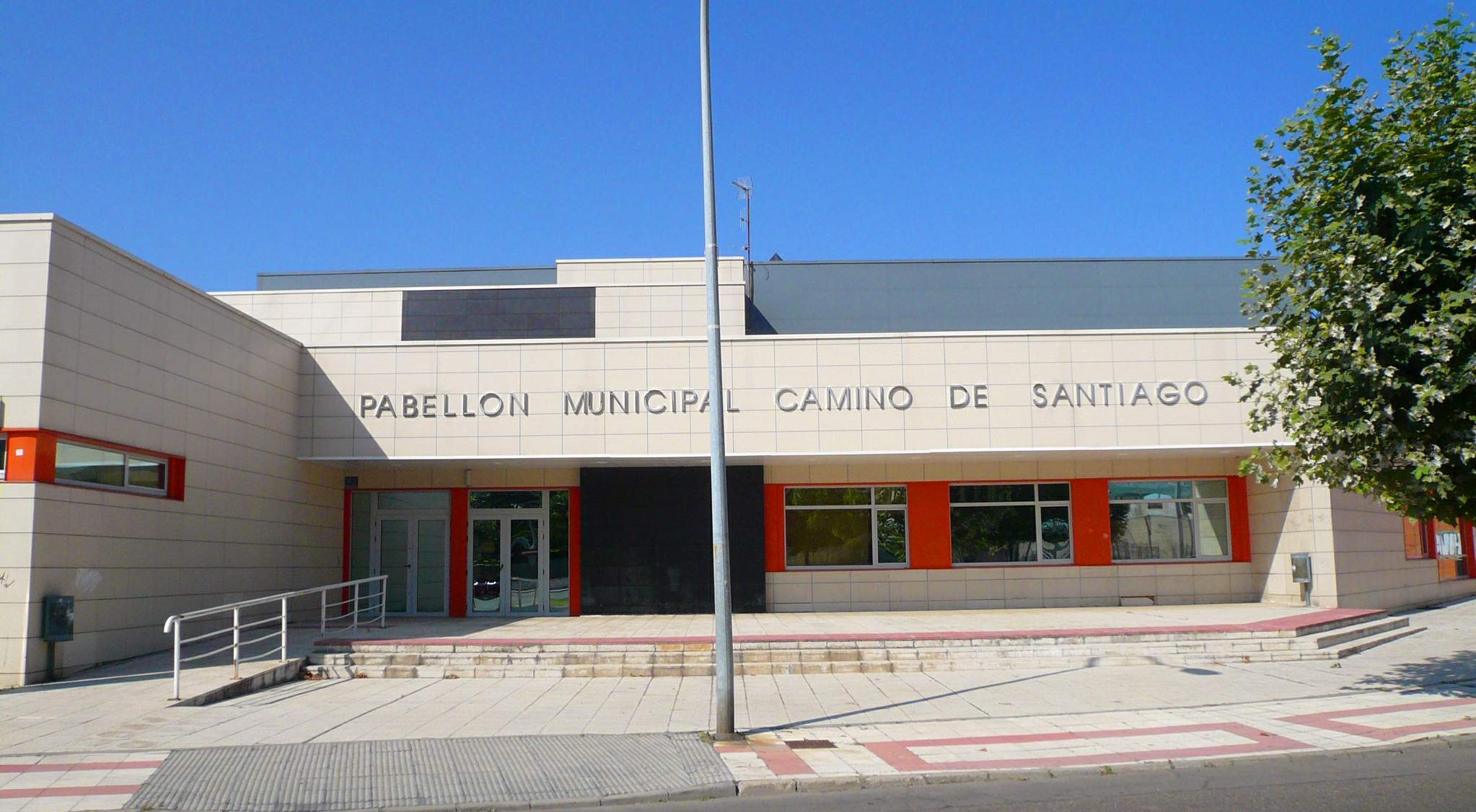
Pabellón municipal Camino de Santiago, en Trobajo del Camino

Los principales equipos del municipio son:
- Fútbol sala: el Puertas Deyma F.S. es uno de los equipos deportivos más importantes de la localidad, militando en la Segunda Nacional B.
- Fútbol: en fútbol, el principal equipo es el Atlético Trobajo Z de Trobajo del Camino junto con el C.D.F San Andrés, siendo rivales y creando gran expectación cuando tienen que jugar los derbis.
- Balonmano: El único equipo del municipio es el Balonmano Trobajo del Camino, que se creó en 2015 y que milita en la primera división provincial leonesa.
- Baloncesto: destaca el C.B. San Andrés del Rabanedo que milita en liga EBA tras conseguir el ascenso por la desaparición de la Adecco Leb Bronce ascendiendo 3 de los 4 equipos que disputaron la fase de ascenso. En la temporada 2008-2009 terminó en la segunda plaza de la liga primera nacional.

## Ciudades hermanadas
La ciudad de San Andrés participa en la iniciativa de hermanamiento de ciudades promovida, entre otras instituciones, por la Unión Europea. A partir de esta iniciativa se han establecido lazos con la localidad de Auserd, en el Campos de Refugiados de Tinduf, Sahara Occidental.